# Jean-Jacques van Outryve de Merckem
Jean-Jacques van Outryve de Merckem (Damme, 10 juni 1740 - Brugge, 1 juli 1815) was een Brugs zakenman, grondeigenaar en edelman.

## Levensloop
Jean-Jacques van Outryve was de oudste zoon van de stadsthesaurier van Damme Pierre-François van Outryve en Johanne de Krijger. Zijn vader overleed vroegtijdig en zijn weduwe verhuisde met de vijf kinderen naar Brugge, waar ze werden opgenomen in het aanzienlijke huis genaamd De Lecke op de Sint-Jansplaats, waar de broers van haar vader, de kanunniken van Outryve, eigenaar van waren en er woonden. Later zou dit de stadsresidentie worden van Jean-Jacques.
Jean-Jacques trouwde op 20 augustus 1771 met Isabelle Coppence (†1802), vrouwe van Bavichove. Hij hertrouwde in 1803 met de weduwe van Jean-Baptiste van den Bavière, Anne-Thérèse Peers (1759-1844), dochter van Cornelius Peers en Marie-Isabelle Dhont, een van de erfgenamen van het fortuin van Charles-Jean Dhont de Nieuwburg.

## Adel
Toen de schoonbroer van de van Outryves, Charles Le Bailly de Marloop adel wilde verkrijgen voor zijn overleden vrouw en ten voordele van de opwaardering van de kwartierstaat van hun zoon, slaagde hij erin de al lang overleden vader van Outryve in de adelstand te doen verheffen, zodat zijn schoonbroers en zijn schoonzus er mee de begunstigden van waren.
Jean-Jacques van Outryve werd dus in 1771 adellijk en kreeg er de persoonlijke titel van ridder bij. Om hieraan meer glans te geven noemde hij zich voortaan 'Van Outryve de Merckem', door toevoeging van de naam van een heerlijkheid die hij van zijn tante van Outryve via een van zijn ooms kanunnik had geërfd.
In 1794 werden alle adellijke titels in de Oostenrijkse Nederlanden door de Franse republiek afgeschaft. Jean-Jacques kreeg wel een mooie onderscheiding van Napoleon, maar werd niet uitgenodigd om een adellijke titel in de empireadel te aanvaarden. Hij overleed vooraleer hij eventueel had kunnen genieten van de veralgemeende herbevestiging van de adellijke status onder Willem I.

## Koopman
De Van Outryves die vanuit Oostrozebeke naar Brugge waren afgezakt, waren door internationale handel welvarend geworden. Dit gold alvast voor de ongehuwde Marie-Anne van Outryve (1674-1746), die een zaak met internationale faam opbouwde. Ze werd hierin opgevolgd door haar neef, Augustin van Outryve (1710-1795) die net als zij ongehuwd bleef. Die interesseerde zijn neven Jean-Jacques en Emmanuel-Louis in de handel en ze werden zijn actieve vennoten. 
Tijdens de Vierde Engelse Zeeoorlog - die heel wat mogelijkheden bood om door het varen onder de vlag van de neutrale Oostenrijkse Nederlanden te voorkomen dat men gekaapt werd door Engelse of Hollandse kapers - ging van Outryve een associatie aan met Charles-Jean Dhont de Nieuwburg. Ze bezaten drie schepen die op de Antillen en de Verenigde Staten voeren.
De twee vennoten vonden elkaar ook voor de stichting van de Brugse Zeeverzekeringsmaatschappij (1782).
Weldra speelde van Outryve een rol in de schoot van de Kamer van Koophandel. Lid geworden in 1783, werd hij er onmiddellijk een van de bestuurders van. Van 1788 tot 1790 was hij er de hoofdman van. Zijn te grote betrokkenheid bij de Brabantse Revolutie had tot gevolg dat hij zich terugtrok en pas in de Franse tijd opnieuw aan de leiding kwam te staan van een vernieuwde Kamer van Koophandel. In die hoedanigheid voerde hij actie ten gunste van de uitbreiding van de Brugse haven, voor het oprichten van een Rechtbank van Koophandel enz.

## Openbare functies
Toen de revolutiejaren zich aanmeldden, speelde van Outryve een actieve rol. De Brabantse Revolutie van 1789 was ook in Brugge merkbaar. Een 'Corps Patriottique Volontaire' werd opgericht, voornamelijk vanuit de schuttersgilden. Als hoofdman van Sint-Jorisgilde, werd van Outryve als vanzelfsprekend commandant van deze groep, die zich met enthousiasme in de strijd gooide voor de Verenigde Belgische Staten.
Voor het eerst streefde van Outryve ook een officiële functie na. Toen het stadsbestuur in november 1789 volledig vernieuwd werd, kreeg hij de cruciale functie van algemeen ontvanger van de stad. Hierdoor nam hij de plaats in die Antoine de Peneranda had bekleed en haalde hij zich de woede op de hals van diens schoonvader, de voormalige burgemeester Robert Coppieters. Toen het Oostenrijkse gezag einde 1790 werd hersteld, betekende dit het einde van deze kortstondige functie. 
Toen einde 1792 de Franse republiek voor het eerst de Zuidelijke Nederlanden inpalmde, sloot van Outryve zich bij de Fransgezinden aan, in de hoop dat dit een nieuwe kans bood voor het tot stand komen van een Belgische staat. Hij werd lid, een bescheiden lid weliswaar, van de 'Jacobijnse Club' en werd tot lid verkozen van de kortstondige stedelijke besturen die elkaar opvolgden. 
Na 1794, toen de Zuidelijke Nederlanden definitief bij de Franse republiek werden gevoegd, bleef hij ver van de politiek af en wijdde zich vooral aan zijn zaken, terwijl hij verder een vooraanstaande rol speelde in de Kamer van Koophandel. Toen Napoleon Bonaparte in 1803 Brugge bezocht, was hij degene die aan de consul de mogelijkheden van de Brugse haven aanprees. Toen keizer Napoleon in 1810 weer naar Brugge kwam, was hij het opnieuw die hem naar de haveninrichtingen begeleidde en die nadien aan de tafel van de keizer mocht aanzitten. Als bedanking voor zijn inspanningen werd hij officier in het Legioen van Eer.
Dat in 1794 de adellijke titels en voorrechten werden afgeschaft, scheen hem en zijn broers weinig te deren. Ze waren immers maar recente edellieden en op de avond van de afkondiging van de wet van afschaffing, hield zijn broer Emmanuel-Louis zelfs een dansfeest, 'wel heel ongelegen' (bien mal à propos) noteerde burgemeester Robert Coppieters in zijn dagboek. Van Outryve ondertekende voortaan als Outryve-Peers. Hoewel hij hieromtrent enige verwachtingen koesterde, werd van Outryve niet onderscheiden door opname in de empireadel. En toen hij in 1815 stierf, was het te vroeg om de adelsbevestiging van Willem I te verkrijgen, als hij dat had gewild. Zijn dochter en zijn schoonzoon Patrice de Coninck verkregen de adelserkenning in april 1816 voor zichzelf en waren hiermee bij de eersten, maar vroegen het niet postuum aan voor hem, wat wel gebeurde voor zijn broer kanunnik Georges van Outryve en zijn zus Petronilla van Outryve, die in 1822 dankzij de goede zorgen van de enige nog in leven zijnde broer, Emmanuel-Louis, ook al waren ze overleden, in de adelstand werden bevestigd.

## Schuttersgilden

### Sint-Jorisgilde
Van Outryve werd in 1784 lid van de gilde van kruisboogschutters Sint-Joris, de voornaamste societyvereniging in Brugge. In 1789 werd hij verkozen tot hoofdman van deze vereniging. Nadat gedurende enkele eeuwen uitsluitend burgemeesters of schepenen van Brugge, leden van oude adellijke families, hoofdman waren geweest, werd in van Outryve een succesvolle koopman van recente adel verkozen.
Na 1794 en de definitieve aanhechting van de Zuidelijke Nederlanden bij Frankrijk, werd de eigendom van de Sint-Jorisgilde tot nationaal goed verklaard en publiek te koop gesteld. Van Outryve nam het initiatief de eigendom op zijn persoonlijke naam aan te kopen, in afwachting van betere dagen. Toen die dagen gekomen waren en de gilde in 1801 zijn activiteiten had hernomen, bood hij de eigendom aan zijn confraters aan en ze kochten tegen de prijs die hij destijds had betaald, het goed van hem over. Hij bleef hun hoofdman tot aan zijn dood.

### Sint-Sebastiaansgilde
Jean-Jacques van Outryve was in 1790 ook lid geworden van de gilde van handboogschutters Sint-Sebastiaan in de Carmersstraat. Ook hier trad hij mee op als reddende engel. Toen in 1798 de eigendom van de gilde publiek te koop werd gesteld, nam hij de leiding van een vennootschap die de naam nam van 'Société van Outryve, Vandenkerchove, Vyncke & Cie' die het goed aankocht voor 45.000 franken. In 1810 werd de Gilde van Sint-Sebastiaan opnieuw eigenaar van het goed.

## Nageslacht
Jean-Jacques van Outryve had slechts één dochter, gesproten uit zijn eerste huwelijk, Françoise van Outryve (1777-1837). Ze trouwde, tegen de zin van haar ouders, met de jurist Patrice de Coninck (1770-1827), die in de Franse en de Hollandse tijd een mooie carrière doorliep, die hij beëindigde als minister van Buitenlandse Zaken onder Willem I.
De kleinkinderen De Coninck kregen vergunning om aan hun naam de Merckem toe te voegen.